# Byroniaanse held
Een byroniaanse held (of byronic hero) is een geïdealiseerd maar met gebreken behept literair personage, dat gemodelleerd is naar het leven en het werk van de Engelse romantische dichter Lord Byron. Het is een eenzame, trotse figuur die gedreven wordt door hartstocht, melancholie en wraakgevoelens. De byronic hero komt voor het eerst voor in Byrons semiautobiografisch verhalend gedicht Childe Harold's Pilgrimage (1812–1818).

## Eigenschappen
De byronic hero vertoont meestal meerdere van de volgende eigenschappen:
- hybris, arrogant
- listig
- cynisch
- lak aan rang en privileges
- emotioneel getormenteerd, humeurig
- een afkeer van maatschappelijke instellingen en normen
- heeft een beladen verleden of draagt de gevolgen van een niet nader genoemde misdaad
- intelligent en scherpzinnig
- snel verveeld, wereldmoe
- mysterieus en charismatisch
- verleidelijk en seksueel aantrekkelijk
- zelfkritisch en introspectief
- vertoont zelfdestructief gedrag
- sociaal en seksueel dominant
- gesofisticeerd en erudiet
- worstelt met integriteit
- wordt behandeld als een balling, sociaal gestigmatiseerd, outcast.